# ふおんコネクト!
『ふおんコネクト!』は、ざらによる日本の漫画作品。芳文社発行の月刊4コマ漫画誌『まんがタイムきらら』にて、2006年3月号より2010年8月号まで連載。

## 作品概要
本作は、女子高校生の境 ふおんと交流・通果・夕の3姉妹を中心に少女たちの日常を描いた4コマ漫画作品である。本作の特徴は、男性キャラクターがほとんど登場しないことや、3姉妹を取り巻く複雑な家庭環境などである。また、登場人物の氏名は携帯電話を中心とした通信関係の企業・ブランド・サービス名等がヒントとなっている。
2006年12月7日から、まんがタイムきららwebで姉妹作品『みちかアクセス!』の連載配信を開始。
なお本作は特殊な時系列で進んでおり、『まんがタイムきらら』2006年5月号（#1）～2007年4月号（#16）にてふおんたちが2年生時の1年間の物語が終了した後、2007年5月号掲載分（#17）から再び同じ時間軸で「描かれなかった出来事」を描き、#29から37までがふおんたちが3年時の次の1年、#38から更に同じ時間軸という形がとられている。そのため、#17以降のエピソードには過去に掲載されたエピソードと密接に関っているものがある。

## 登場人物

### メインキャラクター
境 ふおん（さかい ふおん）
食欲・好奇心・遊び心満載な高校2年生→3年生。ことあるごとに突飛な行動で交流や夕などにちょっかいをかけるが、いつも返り討ちに遭う。しかしめげずに立ち向かう根性のすわった女の子。かなりのゲーマーでもある。蔵浜の郷士の家である自宅は日本家屋の大邸宅で、「お上が怒る」のでクーラーを付けられないという文化財指定など何らかの措置がなされていると思しき描写がある。幼児体型。成績はかなり劣悪だが、「自分の興味のあること」に関する思考力や計算力は非常に高い。更には写真記憶の能力を持っており、興味ある分野に対する記憶力は常人を遥かに凌駕する。イタズラや遊びの分野に限れば驚異的な天才児であり、万能少女の交流が（さまざまな意味で）手加減をせずに対等に渡り合うことができる数少ない人材でもある。クワガタムシと会話ができ、時々デパートで虫を買っては山に帰している。
小さい頃は海外で暮らしていたらしく、9～10歳になってから日本に来たようだ。
交流にとっては数少ない、心を開ける「友達」といえる存在。担任の夕とは相性がいいのかよく一緒に行動し、周囲からトラブルメーカーとしての師弟関係のように思われている。デジカメ部に所属しており、デジタル一眼レフカメラで撮影した写真を新聞部などに提供している。
名前はボーダフォンから（「ボーダ」を「ボーダー（境）」と読み替え）。「ふおん」については「不穏」のダブルミーニングであり、漢字表記は「譜音」。
三日科 交流（みかしな あける）
容姿端麗・成績優秀・スポーツ万能と、非の打ち所の無い才女な高校2年生→3年生。妹の通果曰く「完璧超人」。趣味はネットで、株式や金融系を網羅している。特に株の運用に関しては学生ながら辣腕を振るい、運営している株式情報関連のウェブサイトはかなり人気を博している。周囲には隠しているが、自分の通う学校の運営法人出資母体企業の筆頭株主であり、学校法人の理事としてたびたび運営に干渉している。
クールな性格で孤独を好む傾向があり、学校では常に周囲との間に壁を作っている。しかし根は優しく面倒見が良い性格で、何かと姉の夕や友人のふおんの世話を焼き、妹の通果に対しては優しい表情を見せる。ふおんに対してのみ関西弁を使うがその由来は現状では不明。学校生活を通じ、少しずつふおん以外のクラスメートにも心を開いていく。実母のノキアに対しては複雑な思いがあり敬遠しているが、3年時の文化祭での事故でノキアが一時心臓停止状態になった際は、さすがにうろたえて涙を流した模様。
氏名はNTTコミュニケーションズから。姓はNTTのパソコン通信における俗称「みかか」から、名はコミュニケーションの和訳「交流（こうりゅう）」から。
三日科 通果（みかしな みちか）
交流、夕の義理の妹（交流の実父の再婚相手・みよの連れ子。旧姓は鳥取）である高校1年生→2年生。基本的にまじめで素直な性格。三日科家の主な家事を担当している。
才色兼備な交流を尊敬し、恋愛感情に近い好意を持っている。何かと親交を深めようとするものの、いつも邪魔が入って良い雰囲気を作れない。姉が心を開く友人であるふおんにライバル心を持っている。
名はツーカーに当て字して読み替えたもの。
英 夕（はなぶさ ゆう）
交流、通果の義理の姉（戸籍上はノキアの養子）である学校の英語教師で、ふおんと交流のクラス担任。ふおんの所属するデジカメ部や通果の所属する「インテリア・コーディネート同好会（非公認）」の顧問でもある。童顔で背も低いため、踏み台代わりのビールケースに立って教鞭をとる。親しい同僚及び生徒からの愛称は「夕ちゃん」。三日科家とは別にマンションの一室を持ちそこで暮らしているが、三日科家に入り浸ることも多い。語尾を延ばしたしゃべり方をする。自称「永遠の東欧系美幼女教師」。
ふおんに負けず劣らず好奇心・遊び心満載で担任として遅刻・補習の常習犯であるふおんに頭を痛める一方、ふおんと組んでいたずらやトラブルを起こす事が多い。但し教諭としての仕事はできる人。かなりのオタクで、自室はゲームソフトやプラモデルなどに埋め尽くされている。また、交流ですら驚くような交友関係の広さを持つが、その理由は謎。
生まれはルーマニアだが、詳しい出自は不明。戸籍上は20代半ばとなっているが実際の年齢も不明。番外編では、中世に錬金術師として不老不死を完成させた旨のエピソードがある。特撮監督・造形作家だった義父（養父）の死後、その弟子であったノキアに引き取られる。しかし当時は幼い交流とノキアとの親子仲が険悪で学生時代の一時期、両者の板ばさみになっていたストレスから荒れていたらしい。
自家用車にホンダ・ビート、通勤用にホンダ・モトコンポを持つ。どちらも義父の形見。勤務する高校は自身の出身校でもある。
名前はauに当て字し読み替えたもの。
なお、同作者の2011年から連載開始した作品『しかくいシカク』の初期稿では舞台の学校に転勤して登場する予定であった。後に別の形で登場する。

### 三日科家
英 ノキア（はなぶさ ノキア、離婚前の姓は三日科）
交流の実母だが、仕事と家庭を両立できなかったとのことですでに夫とは離婚している。豪胆な性格で離婚した後も三日科家の面々とは交流があり、元夫やその再婚相手であるみよとは友人関係を築いており、夕や通果からは「ノキア母さん」と呼ばれている。しかし、実娘・交流とは離縁前から非常に複雑な関係にあり、離婚後も関係改善を願っているものの、良いところを見せようとして失敗するなど中々上手くいっていない。一方、義理の娘・夕とは、親子というより友人のような形で良好な関係に納まっている。
造形作家であり、離婚後はアメリカ国内を拠点に活動している。ふおんとは、英語教科担当の夕が「現地」で補習を行った際に面識がある。重度のオタクであるらしい。また、日本に入国する際、米軍の原子力潜水艦を用いたような描写もあり、夕にも劣らぬ謎の交友関係を持つ。
名は端末メーカーであるノキアから。「ノキア」は愛称を兼ねた作家名であり、本名は昭乃（あきの）。
三日科 みよ（みかしな みよ）
交流の義理の母であり、通果の実母。看護師。旧姓は鳥取。家庭的な普通人だがしっかりもので、娘たちにも慕われている。現夫やその前妻であるノキアと違いオタクではないが、趣味は理解しており、時折夫のギャルゲーで遊ぶこともある。ノキアとは友人のような関係で、交流との関係について相談に乗ることも。
名は三洋電機、特に旧姓「鳥取みよ」で携帯電話端末メーカーであった鳥取三洋電機から。
交流たちの父
交流の実父であり、通果の義父。司法書士。三日科姓は元々彼の姓である。夕やノキアと同じくオタクである。ノキアとは離婚したものの、現在も友人としての関係は続いている。
ノキアからは「公くん」と呼ばれているがそれはニックネームであるとのこと。本名についてはまだ設定されていない。

### ふおん・交流のクラスメート
白金 やわら（しろかね やわら）
ふおん、交流のクラスメート。小柄だが運動神経が非常に良い。総合的に能力が高い交流に対して、せめて運動面では勝ちたいと考えている。実家は神社であり、巫女服での登場シーンも多い。バレンタインの話では好意を寄せる男子がいたものの、断っている。兄と弟がいるようで、兄は連載中に新婚状態であることが分かっている。姓はソフトバンクモバイルの料金プラン「プラチナパック」から「プラチナ」の和訳、名前はソフトバンクの「ソフト」から。
松下 華（まつした はな）
ふおん、交流のクラスメート。周囲の突っ込み役。日々アルバイトに明け暮れている。高校卒業後は近所のコンビニでアルバイトをしている（高校在学中もそうだが）ため、元担任である夕の話を後輩たちに広めている。名前はパナソニックの連載当時の社名である松下電器産業及び当時はブランド名だった「パナソニック」から。交流とは1年生から同じクラス。
元巻さん（もとまきさん）
ふおん、交流のクラスメート、委員長（立候補していないのに満場一致で推薦された）。見た目からして委員長であり、勉強はできるが運動音痴。本人にその気は全くない何気ない発言をきっかけにクラスメートからエロス扱いされることが多い不憫な人。登場人物全員から「元巻さん」と呼ばれているため、下の名前は不明。名前は端末メーカーのモトローラから。下の名前は携帯電話端末に「703」が出ることを見越して直美（なおみ）とする予定だったが、703を発売することなくモトローラが日本国内携帯電話事業から撤退した為、白紙へと戻っている。

### 通果のクラスメート
一瀬 具（いちのせ とも）
通果のクラスメート。1対1で新入生が2年生から学校についての指導を受けるシステム「新入生ガイダンス」で逆に上級生のふおんを世話しきったことから「偉人」というニックネームが付いている。1年後期からは生徒会書記。名前はワンセグから。2年生になり、生徒会長に就任。と同時に、交流の生徒会に対する介入を遮断するよう、校則を改めた。その際、交流からは「悪党」と評されているが、その理由は交流、ふおん、夕の３すくみの関係を利用していることが原因である。特にふおんに対しては圧倒的な優位性を持つ。
交流が新入生ガイダンスを担当した女子
通果のクラスメート。新聞部に所属している。交流に対し好意を持っており、バレンタインでのイベントでは交流に対し告白も試みた。何回か登場しているが、名前は出ていない。大きなアホ毛が特徴で、ハートの形になったこともある。
黒井 千子
交流たちが卒業した後の夕の担当クラスの生徒で通果のクラスメート。真っ先に夕に対して意見した生徒だが、夕の体調を気遣ったり服や掃除等を行ったことから「委員長やってみない？」と夕に言われる。また、その際にクラスの男子生徒から「おかん」の評価を受ける。しかし、エッチな表現には耐性がないようで、夕が作った新しい課題の中で「誕生日を迎えた人用」要するに「１８歳以上向け」の課題を見て赤面しながら驚いている（その際、通果は頬を染めながらもまじまじと眺めている）。
藍羽 赤羽
交流たちが卒業した後の夕の担当クラスの生徒で通果のクラスメート。クラスの新しい問題児ポジションにある。絵を書くのが上手であり、ある４コマの２コマ目と３コマ目は彼女の絵によって構成されている（絵にはきちんとセリフの吹き出しがある）。絵を描くことに集中したいのか、希望の進路に英語が重要でないことを夕に宣言し、授業を受けることを半ば放棄している。しかし、このことを相談された交流によって通果が描いた夕の絵を「悔しいが自分よりずっと良い」と評価し、夕ときちんと向き合うことを宣言する。彼女が通果の絵を良いと評価した理由は、「自分の絵の夕が笑っていない」ことで、拒絶した相手からは良い絵が描けないことが理由である。

### 教師
和理 舞（かずり まい）
通果のクラス担任、英語教師。夕とは高校時代からの親友。やはり高校時代に知り合った夫との間に1児を儲けている。名前はauの割引サービスである「MY割」から。
アンゼリカ・T・安藤（アンゼリカ＝トート＝安藤）
英語科の教科主任で周囲からは「主任先生」と呼ばれている。40代のイギリス人女性。来日した際に板前である現在の夫の料理を食べて感激し、「弟子入り」。ただし料理の腕前は上がっていない。夫との間には作中で描かれる限りにおいては娘が1人、また孫にその娘であるありさがいる（後述）。夕が生徒の時はクラス担任だった。夕の生徒時代から部下の教員となった現在に至るまでいつも問題やトラブルを起こす彼女の世話をずっと焼いているようで、常に彼女を叱ったり彼女の私物を没収する立場にある。文芸部の顧問で、学園祭では無理やりメイドの格好をさせられたことも。若くして孫を持ったからか「おばあちゃん」と呼ばれることには抵抗があり、ありさには「おばあちゃん」と呼ばせず「まままま（ママのママ）」と呼ばせている。愛車はMINIだが、母国及び日本の仕様ではない左ハンドル車。
名前はAT&Tから。
兼南先生
夕の同僚で、理系の若い女性教師。おっとりした性格で、夕に自作のドレスを着せたりしている。名前はベル・サウスから。

### フルタイム・アルケミストの登場人物
幼い錬金術士
最近になって物語の舞台となる地方に移り住んだ錬金術士。実験の失敗で工房兼自宅が炎上し、周辺住民から追い出される。その際に出会った領主に気に入られ、以降は城に移り住むようになった。それ以降は主に「特産品のワインを蒸留」「不老不死の研究」「黄金の錬成」を主な活動内容とする。数年後に不老不死の研究を完成させ、後頭部や背中に矢を何本も受けても生き延びている。死んだ領主を不老不死の技術で蘇らせ、不要な戦争を回避させた。以降の詳しい経緯は語られていない。現在の時間軸において「英夕」と名前を変えている。当然ながら、メインとなる登場人物である「夕」と同一人物である
領主
物語の舞台となる地域の領主。まだ幼くして領主になったという経緯を持ち、同じく幼くして錬金術士となった彼女を気に入って城に招く。その後、彼女に「特産品のワイン」を蒸留するように依頼する。その理由としては、良い特産品で国力をつけることで他国に嫁がなくても良いようにするためであり、従者と結婚できるようにするという願望があった。数年後、成長した彼女は他国との戦争で捕虜になり、身代金として莫大な金額を要求される。彼女の領地にはそこまでの財力はなかったため、彼女はあえなく殺害、死体はバラバラにされた上でカタパルトで自国側へ投射されるという最期を迎える。はずだったのだが、これは「死体であっても体を自国に戻させる」ための錬金術士の機転による作戦であり、錬金術師が完成させた「不老不死の術」によって蘇生される。その際に手などの細かいパーツは行方不明になっていた為、不足した部分は作り物となっている。なお、蘇らせる方法として「ホムンクルスに魂を移す」という方法もあったようだが、ホムンクルスの作成のためには「精液」が必要であり、事情を知る唯一の男性が従者であり、彼女の想い人であったことから「近親相姦はどうかと」と錬金術に言われて従者ともども赤面している。現代では領地に起こした会社を子孫に任せて、世界各地を営業で回っている。
従者
領主に仕える男性。詳しい役職については特に言及されておらず、側近や騎士の立場であった可能性もある。領主とともに馬に乗って領地を視察する最中に錬金術士に出会う。錬金術士がワインを蒸留し、度数の高い酒を作ったことを咎めるが、領主の言った上記の理由を聞くと領主ともども赤面し、錬金術士に「バカップル」と評されてしまう。領主が捕虜になった際には錬金術士に黄金の錬成が完了したかどうかを聞くが、未だ完成していなかった。代わりに完成していた「不老不死の術」を交渉材料にするかと言われるが、悪用されてはいけないとして、「墓場に持っていけ」と返答する（この時点で錬金術士は不老不死となっているので、墓場には持って行けないのだが）。なお、その際に「ネズミのつがいを不老不死に」という冗談を言ったのだが、錬金術士はネズミの持つ病原菌によって世界を滅ぼすことになることを瞬時に計算し、「一瞬でガチに世界を滅ぼす方法を思いつく人に良識があって良かった」と言われる。その後はバラバラにされた領主の遺体を持ち帰り、錬金術士の手で蘇生されるさまを見て「複雑だ」と発言する。なお、前述のとおり「近い将来近親相姦になる」という理由で彼女をホムンクルスにしなかったという説明を受けた際には領主とともに赤面していること、過去の蒸留酒の件でも赤面していることから、領主とは昔から相思相愛であったことがうかがえる。その後の生死（ともに不老不死になったかどうか）は不明だが、子孫はしっかりと残っていることがわかっている。

### その他
ありさ
主任先生の孫娘で、祖母譲りの銀髪を持つ。主任先生をはじめとして周囲の言いつけをしっかりと守る女の子。ふおんと知り合ったときに間違った方向の護身術を習い、仕込み吹き矢まで持つ。
名前は銀色の髪の亜里沙から。
ツェン
アメリカでのノキアのハウスキーパー。オタクではなく一般人であるため、時々暴走するノキアに手を焼いている。日本語を勉強しているため、ある程度までなら問題なく読み書きすることができる。

## みちかアクセス!
『ふおんコネクト!』の主要登場人物の1人、通果を主人公としたショートストーリー。まんがタイムきららwebにて配信中。更新は不定期。
通果、ひむろ、まなえの3人で構成された「インテリア・コーディネート同好会」の活動を様々なインテリアの薀蓄を織り交ぜてコミカルに描く。

### 主な登場人物
三日科 通果（みかしな みちか）
舞台となる学園の1年生で、『ふおんコネクト!』本編の主要登場人物の一人。
クラスメイトの北石まなえが荷物を運んでいたのを手伝ったことをきっかけに、気が付けば「インテリア・コーディネート同好会」の一員にされていた。
鱧江 ひむろ（はもえ ひむろ）
通果の同級生の少女。様々なインテリアの知識が深く、幼馴染の北石まなえとともに「インテリア・コーディネート同好会」（学園非公認）を結成し、部活への昇格を目指して活動している。
お嬢様然とした口調と振る舞いの落ち着いた少女だが、意外と強引な一面があり、なし崩しに通果を同好会の一員にしてしまった。また、親しい相手には結構辛辣で、怒ると怖い。
名前の由来はFMV BIBLOから（「は」「も」「え」をキーボードで打つと、それぞれ「F」「M」「5」に対応している。「ひむろ」は「ビブロ」の捩り）。
北石 愛絵（きたいし まなえ）
通果の同級生で、クラスメイト。幼馴染のひむろ2人で活動していた同好会に、通果を引き込んだ張本人。ネコミミと尻尾風の髪型をしている。兄がいる。
ボーイッシュで活発な少女で、少年口調で喋る。大雑把な性格のトラブルメイカー。
名前の由来はNEC LaVieから（北=N。いし=EC。愛、絵=ラブ、E⇒ラヴィ）。
英 夕（はなぶさ ゆう）
通果の姉で英語教師。同好会の顧問としてたびたび登場する。

## 掲載雑誌
（2009年10月時点）
- 芳文社刊『まんがタイムきらら』2006年3月号より連載開始
- 芳文社刊『まんがタイムきららキャラット』2006年6月号・12月号にゲスト掲載
- 芳文社刊『まんがタイムきららMAX』2007年12月号にゲスト掲載

## 書籍情報
まんがタイムKRコミックス（芳文社刊）
1. 2007年3月27日 ISBN 978-4-8322-7620-8
2. 2008年5月27日 ISBN 978-4-8322-7700-7
3. 2009年5月27日 ISBN 978-4-8322-7808-0
4. 2010年9月27日 ISBN 978-4-8322-7944-5

## ドラマCD
ふおんコネクト!
- FCCC-0121 フロンティアワークス 2008年5月23日発売
- 脚本：白瀧由裕、ストーリー原案：ざら

主なキャスト
境ふおん（斎藤千和）
三日科交流（小林ゆう）
三日科通果（名塚佳織）
英夕（今野宏美）
元巻さん（阿澄佳奈）
白金やわら（川上とも子）
和理舞（中島沙樹）
トラック
1. 第1話 電波線上のアリア。ハガキの向こうに明日を見た
2. 英夕先生の、とっさの時の英会話 Lesson.1
3. 第2話 遥かなる熟睡の縁にて
4. 英夕先生の、とっさの時の英会話 Lesson.2
5. 第3話 雨の日の怠惰な時間の経過の中で

## その他
姉妹誌『MAX』の『看板娘はさしおさえ』の劇中に、本作中で夕が野菜で製作したロボット「ヤサイオー」がおもちゃとして登場した。